# Carrer de l'Hospital (Barcelona)
|  | Per a altres significats, vegeu «Carrer de l'Hospital (desambiguació)». |

El carrer de l'Hospital és una via urbana del Raval de Barcelona, que va de la Rambla a la plaça del Pedró.
Rep el nom de l'antic Hospital de la Santa Creu de Barcelona, on avui s'ubiquen la Biblioteca de Catalunya, l'Institut d'Estudis Catalans, l'antiga Escola Massana, la Reial Acadèmia de Farmàcia i una biblioteca pública municipal.